# Roberto Vander
Frans Robert Jan van der Hoek  (Laren, Hollandia, 1950. szeptember 20. –), ismertebb nevén Roberto Vander, holland születésű  színész és énekes.

## Élete és pályafutása
1950. szeptember 20-án született Larenben. 1980-ban érkezett meg Mexikóba. 1984-ben szerződést kötött a Televisával, ahol szerepet kapott a Cuna de lobos-ban, az El precio de la famában és a Victoriában. 1987-ben Chilébe utazott, ahol a Semidiós-ban Hugo Leonardo Lemus-t alakította, valamint ő énekelte a sorozat főcímdalát is. 1990-ben visszatért Mexikóba, ahol a Simplemente Maria című telenovellában játszott. 1998-ban szerződést kötött a Venevisiónnal, ahol Lilibeth Morilloval játszott együtt a Enséñame a Quererben. 1999-ben Nicolás Montalvót alakította a Szeretni bolondulásig című telenovellában. 2000 májusában a perui América Televisiónhoz szerződött, ahol a Milagros-ban játszott. 2001-ben ismét visszatért a Televisához, ahol szerepet kapott a Saloméban. 2011-ben Miamiba utazott, ahol rövid szerepet kapott az Univisión telenovellájában, az El Talismánban. 2012. novemberben kezdődött el a Pasión prohibida forgatása, amelyben Ariel Piamontét alakította.

## Diszkográfia
- 1980 - En la esquina del café
- 1988 - Roberto Vander
- 1990 - María Sola

## Filmográfia
| Év        | Cím                                               | Szerep                            | TV stúdió          |
| --------- | ------------------------------------------------- | --------------------------------- | ------------------ |
| 1986      | Cuna de lobos                                     | Julio Cifuentes                   | Televisa           |
| 1987      | El precio de la fama                              |                                   | Televisa           |
| 1987      | Senda de gloria                                   | James Van Hallen                  | Televisa           |
| 1987      | Victoria                                          | Ray                               | Televisa           |
| 1988      | Semidiós                                          | Hugo Leonardo Lemus               | Canal 13           |
| 1989      | Bravo                                             | Juan Pablo Lira                   | Canal 13           |
| 1990      | Simplemente Maria                                 | Rafael Hidalgo                    | Televisa           |
| 1990      | En carne propia                                   |                                   | Televisa           |
| 1991      | La pícara soñadora                                | Gregorio Rochild                  | Televisa           |
| 1992      | Fácil de amar                                     | Mario                             | Canal 13           |
| 1993      | Doble juego                                       | Patricio Corral                   | Canal 13           |
| 1994      | Caminos cruzados                                  | Ambrosio Jiménez y Cisneros       | Televisa           |
| 1995      | Amor a domicilio                                  | Guillermo Stone                   | Canal 13           |
| 1996      | Adrenalina                                        | Gerardo Ahumada                   | Canal 13           |
| 1997      | Sin ti                                            | Guillermo Ysaguirre               | Televisa           |
| 1998      | Enseñame a Querer                                 | Rafael                            | Venevision         |
| 1999      | Szeretni bolondulásig (Por tu amor)               | Don Nicolás Montalvo              | Televisa           |
| 2000      | Milagros                                          | Benjamín Muñoz                    | América Televisión |
| 2001      | Salomé                                            | Mauricio Valdivia                 | Televisa           |
| 2003      | Velo de novia                                     | Germán del Álamo                  | Televisa           |
| 2003      | Mariana de la noche                               | Ángel                             | Televisa           |
| 2003      | Amores urbanos                                    | Carlos                            | Mega               |
| 2004      | Rubí, az elbűvölő szörnyeteg (Rubí)               | Arturo de la Fuente               | Televisa           |
| 2005      | El amor no tiene precio                           | Germán Garcés                     | Televisa           |
| 2007      | Szerelempárlat (Destilando amor)                  | Ricardo Duarte                    | Televisa           |
| 2008      | Pokolba a szépfiúkkal! (Al diablo con los guapos) | Néstor Miranda                    | Televisa           |
| 2008      | Fuego en la sangre                                | Dr. Gilberto Castañeda            | Televisa           |
| 2009      | Pecadora                                          | Cayetano                          | Venevision         |
| 2010      | Salvador de mujeres                               | Julio César                       | Venevision         |
| 2011      | Infiltradas                                       | Octavio Gangas                    | Chilevision        |
| 2011      | Los Herederos del Monte                           | Emilio del Monte / Pablo González | Telemundo          |
| 2012      | Talizmán (El Talismán)                            | Esteban Nájera                    | Venevision         |
| 2012      | La Sexóloga                                       | Axel Cooper                       | Chilevisión        |
| 2012–2013 | Pasión prohibida                                  | Ariel Piamonte                    | Telemundo          |
| 2014      | Hasta el fin del mundo                            | Gerónimo Peralta                  | Televisa           |